# Liancheng (sockenhuvudort i Kina, Jiangxi Sheng, lat 27,89, long 116,31)
Liancheng är en sockenhuvudort i Kina. Den ligger i provinsen Jiangxi, i den sydöstra delen av landet, omkring 97 kilometer sydost om provinshuvudstaden Nanchang. Antalet invånare är 19 077. Befolkningen består av 9 210 kvinnor och 9 867 män. Barn under 15 år utgör 26,0 %, vuxna 15-64 år 65 %, och äldre över 65 år 7,0 %.
Runt Liancheng är det tätbefolkat, med 511 invånare per kvadratkilometer. Närmaste större samhälle är Fuzhou, 7,9 km norr om Liancheng. Trakten runt Liancheng består till största delen av jordbruksmark.
Genomsnittlig årsnederbörd är 2 281 millimeter. Den regnigaste månaden är juni, med i genomsnitt 426 mm nederbörd, och den torraste är oktober, med 17 mm nederbörd.